# 3817 Lencarter
A 3817 Lencarter (ideiglenes jelöléssel 1979 MK1) a Naprendszer kisbolygóövében található aszteroida. Eleanor F. Helin,  Schelte J. Bus fedezte fel 1979. június 25-én.